# Gura Humorului
Gura Humorului je rumunské město v župě Sučava. Žije zde přibližně 13 tisíc obyvatel. Administrativní součástí města je i vesnice Voroneț se stejnojmenným historicky cenným klášterem.

## Části
- Gura Humorului – 12 706[2] obyvatel
- Voroneț – 572 obyvatel

## Rodáci
- Olha Kobyljanska (1863–1942) – ukrajinská spisovatelka